# Klaus Mlynek

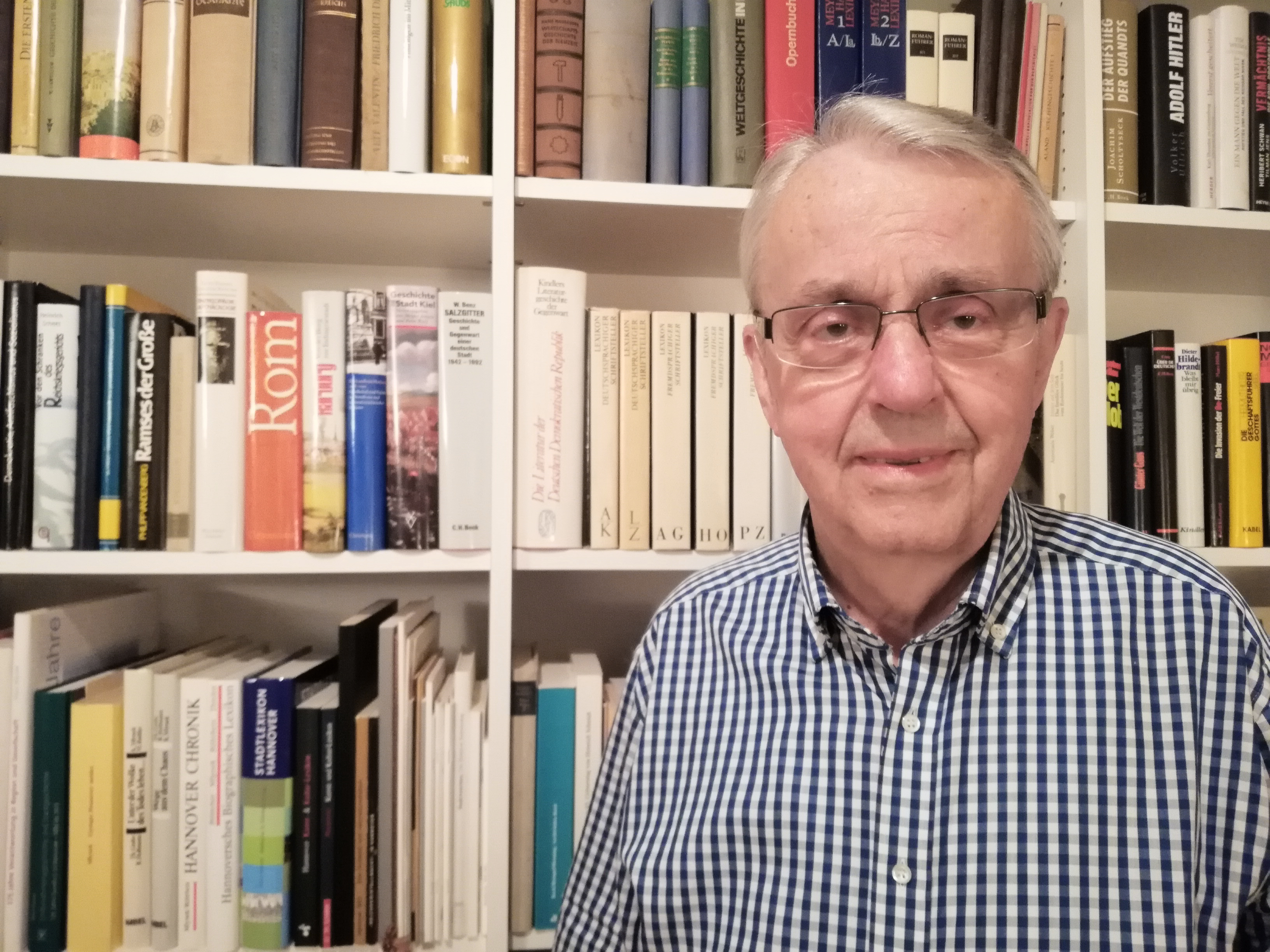
Klaus Mlynek, 2018

Klaus Mlynek (* 16. Januar 1936 in Posen) ist ein deutscher wissenschaftlicher Archivar und Historiker. Der langjährige Direktor des Stadtarchivs Hannover ist unter anderem Herausgeber und Autor des Stadtlexikons von Hannover.

## Leben und Wirken
Nach dem Studium der Geschichte, Kirchengeschichte und Rechtsgeschichte an der Universität Jena und Archivwissenschaft am Institut für Archivwissenschaft in Potsdam legte er 1957 sein Staatsexamen ab. 1958 erhielt er das Diplom als Wissenschaftlicher Archivar. Die Promotion an der Universität Jena erfolgte 1961. Nach Arbeiten am Deutschen Zentralarchiv Potsdam und dem Archiv der Deutschen Akademie der Wissenschaften in Ost-Berlin verließ er die DDR, nachdem er Anfang der 1960er-Jahre eine anderthalbjährige Haftstrafe wegen einer durch Verrat vereitelten Flucht aus der DDR abgesessen hatte. In der Bundesrepublik arbeitete er ebenfalls als Archivar und wurde von 1977 bis 1997 Direktor des Stadtarchivs Hannover.
Seine wissenschaftlichen Forschungsschwerpunkte in Bundesrepublik Deutschland waren vor allem Aspekte der hannoverschen Stadtgeschichte, insbesondere der Zeit des Nationalsozialismus und der Nachkriegszeit.

## Mitgliedschaften und Würdigungen
Klaus Mlynek ist Mitglied und war 1993/94 Präsident im Rotary-Club Hannover Leineschloss.
1999 erschien eine Festschrift zu Ehren von Klaus Mlynek, die sein Nachfolger als Direktor des hannoverschens Stadtarchivs Karljosef Kreter zusammen mit dem Historiker Gerhard Schneider herausgab.
2017 erhielt Mlynek der Cord-Borgentrick-Stein des Heimatbundes Niedersachsen.

## Schriften (Auswahl)

### Vor der Übersiedelung in die Bundesrepublik
- 1961: Der Ilmenauer Erzbergbau im 17. und 18. Jahrhundert. Ein Beitrag zur Geschichte des Übergangs vom Feudalismus zum Kapitalismus in Thüringen. Dissertation Universität Jena.

### Zur Stadtgeschichte von Hannover
- 1981: 1933, z.B. Hannover (= Kulturinformationen, Nr. 2). Historisches Museum Hannover, Hannover.
- 1985 (mit Thomas Grabe, Reimar Hollmann): Wege aus dem Chaos. Hannover 1945–1949. Unter Berücksichtigung auch der musikalischen Neuentwicklung. Kabel, Hamburg, ISBN 3-8225-0005-4 (Inhaltsverzeichnis).

- 1986: Gestapo Hannover meldet ... Polizei- und Regierungsberichte für das mittlere und südliche Niedersachsen zwischen 1933 und 1937 (= Veröffentlichungen der Historischen Kommission für Niedersachsen und Bremen, Bd. 39; Niedersachsen 1933–1945, Bd. 1). A. Lax, Hildesheim 1986, ISBN 978-3-7848-3151-0.
- 1991 (mit Waldemar R. Röhrbein[10]): Hannover Chronik.
- 1994: Geschichte der Stadt Hannover im Verlag Schlütersche Verlagsgesellschaft (2. Bände):
  - Bd. 1: Von den Anfängen bis zum Beginn des 19. Jahrhunderts, mit Beiträgen von Helmut Plath, Siegfried Müller und Carl-Hans Hauptmeyer, ISBN 3-87706-351-9.
  - Bd. 2: Vom Beginn des 19. Jahrhunderts bis in die Gegenwart, mit Beiträgen von Dieter Brosius, Klaus Mlynek und Waldemar R. Röhrbein, ISBN 3-87706-364-0.[11]

### Nach seiner 1997 erfolgten Pensionierung
- 2002 (mit Dirk Böttcher, Waldemar R. Röhrbein und Hugo Thielen): Hannoversches Biographisches Lexikon.
- 2009 (mit  Waldemar R. Röhrbein, Dirk Böttcher, Hugo Thielen und Redakteur Peter Schulze): Stadtlexikon Hannover.
- 2015: Unternehmensgeschichte und Stadtgeschichte. 125 Jahre Gundlach in Hannover – 1890 bis 2015. Wallstein Verlag, Göttingen, ISBN 978-3-8353-1785-7 (Inhaltsverzeichnis).